# Tracy-le-Val
Tracy-le-Val és un municipi francès, situat al departament de l'Oise i a la regió dels Alts de França. L'any 2007 tenia 874 habitants.

## Demografia

### Població
El 2007 la població de fet de Tracy-le-Val era de 874 persones. Hi havia 325 famílies de les quals 49 eren unipersonals (28 homes vivint sols i 21 dones vivint soles), 117 parelles sense fills, 152 parelles amb fills i 7 famílies monoparentals amb fills.
La població ha evolucionat segons el següent gràfic:
Habitants censats

### Habitatges
El 2007 hi havia 352 habitatges, 327 eren l'habitatge principal de la família, 15 eren segones residències i 10 estaven desocupats. Tots els 351 habitatges eren cases. Dels 327 habitatges principals, 306 estaven ocupats pels seus propietaris, 17 estaven llogats i ocupats pels llogaters i 4 estaven cedits a títol gratuït; 1 tenia una cambra, 5 en tenien dues, 34 en tenien tres, 86 en tenien quatre i 201 en tenien cinc o més. 260 habitatges disposaven pel capbaix d'una plaça de pàrquing. A 107 habitatges hi havia un automòbil i a 203 n'hi havia dos o més.

### Piràmide de població
La piràmide de població per edats i sexe el 2009 era:
| Homes | Edats   | Dones |
| ----- | ------- | ----- |
| 0     | 95 o +  | 0     |
| 0     | 90 a 94 | 0     |
| 0     | 85 a 89 | 8     |
| 8     | 80 a 84 | 16    |
| 8     | 75 a 79 | 4     |
| 16    | 70 a 74 | 12    |
| 12    | 65 a 69 | 8     |
| 16    | 60 a 64 | 12    |
| 28    | 55 a 59 | 16    |
| 36    | 50 a 54 | 36    |
| 32    | 45 a 49 | 36    |
| 32    | 40 a 44 | 40    |
| 28    | 35 a 39 | 32    |
| 32    | 30 a 34 | 40    |
| 24    | 25 a 29 | 8     |
| 20    | 20 a 24 | 20    |
| 36    | 15 a 19 | 32    |
| 48    | 10 a 14 | 56    |
| 40    | 5 a 9   | 24    |
| 24    | 0 a 4   | 24    |

## Economia
El 2007 la població en edat de treballar era de 609 persones, 468 eren actives i 141 eren inactives. De les 468 persones actives 443 estaven ocupades (238 homes i 205 dones) i 25 estaven aturades (11 homes i 14 dones). De les 141 persones inactives 61 estaven jubilades, 38 estaven estudiant i 42 estaven classificades com a «altres inactius».

### Ingressos
El 2009 a Tracy-le-Val hi havia 363 unitats fiscals que integraven 997,5 persones, la mediana anual d'ingressos fiscals per persona era de 21.107 €.

### Activitats econòmiques
Dels 21 establiments que hi havia el 2007, 2 eren d'empreses extractives, 1 d'una empresa alimentària, 1 d'una empresa de fabricació d'altres productes industrials, 7 d'empreses de construcció, 4 d'empreses de comerç i reparació d'automòbils, 1 d'una empresa de transport, 1 d'una empresa financera, 3 d'empreses de serveis i 1 d'una empresa classificada com a «altres activitats de serveis».
Dels 8 establiments de servei als particulars que hi havia el 2009, 1 era una funerària, 4 paletes, 1 fusteria, 1 lampisteria i 1 electricista.
L'únic establiment comercial que hi havia el 2009 era una fleca.

## Equipaments sanitaris i escolars
El 2009 hi havia una escola elemental integrada dins d'un grup escolar amb les comunes properes formant una escola dispersa.

## Poblacions més properes
El següent diagrama mostra les poblacions més properes.